# Guðrið Poulsen
Guðrið Poulsen (Tórshavn, 1961) es una escultora y ceramista feroesa, pionera de la cerámica en las Islas Feroe.